# Hypercompe pardalis
Hypercompe pardalis là một loài bướm đêm thuộc phân họ Arctiinae, họ Erebidae.